# Avril 1796
Cette page présente les faits marquants du mois d'avril 1796.

## Événements
- Deuxième combat de la Pèlerine.
- 2 avril : en France, mouvement contre-révolutionnaire et royaliste en Cher-Nord, mené par Phélippeaux. Prise de Sancerre.
- 7 avril : 
  - bataille de l'Auberge-neuve.
  - Bataille de Locminé.
- 11 avril : début de la Campagne d'Italie (1796-1797). Franchissement par Napoléon Bonaparte du col de Cadibone. Bonaparte attaque le premier et remporte une série de victoires sur l’Autriche à Montenotte et Dego (12 et 14 avril), sur les Sardes à Millesimo (13 avril) et Mondovi (21 avril)[1].
- 12 avril : bataille de Montenotte.
- 13 avril : bataille de Millesimo.
- 14 avril : à Kizliar, début de l'expédition russe en Perse de 1796. Une armée russe conduite par Valérien Zoubov passe le Terek[2].
- 14 et 15 avril : bataille de Dego.
- 16 avril:en France, loi du 27 Germinal an IV prononçant la peine de mort contre les « provocateurs à la royauté et au rétablissement de la constitution de 1793 et à la dissolution du Corps législatif ou du Directoire ».
- 19 avril : bataille de Saint-Hilaire-des-Landes.
- 21 avril : bataille de Mondovi.
- 28 avril : les Sardes demandent un armistice à Cherasco[1].